# 聖阿爾多 (加利福尼亞州)
聖阿爾多（英語：San Ardo）是位於美國加利福尼亞州蒙特雷縣的一個人口普查指定地區。

## 地理
聖阿爾多的座標為36°01′14″N 120°54′19″W / 36.02056°N 120.90528°W，而該地最高點為海拔高度137米（即449英尺）。

## 人口
根據2010年美國人口普查的數據，聖阿爾多的面積為1.164平方千米，均為陸地。當地共有人口517人，而人口密度為每平方千米444人。